# Thornton Heath

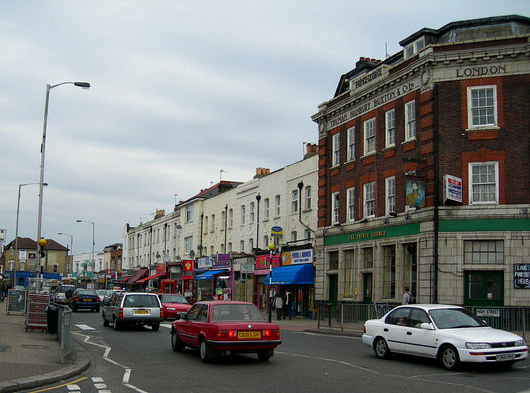
Hauptstraße

Thornton Heath ist ein Stadtteil im Süden Londons, England, im London Borough of Croydon. Er liegt etwa 2,4 km nördlich von Croydon und 11,6 km südlich von Charing Cross. Vor der Gründung von Greater London im Jahr 1965 gehörte Thornton Heath zum County Borough of Croydon.